# Гигант (Брянская область)
Гига́нт — посёлок в Жирятинском районе Брянской области, в составе Воробейнского сельского поселения. 
 Расположен в 8 км к северо-западу от села Воробейня. Население — 19 человек (2010).

## История
Основан в 1920-х гг.; до 2005 года входил в Воробейнский сельсовет (в 1946—1954 гг. временно в Буднянском сельсовете).
| Годы      | 1979 | 1989 | 2002 | 2010 |
| --------- | ---- | ---- | ---- | ---- |
| Население | 154  | 82   | 37   | 19   |